# Henry Samary
Pour les articles homonymes, voir Samary.
Henry Samary (né à Paris 9e le 5 avril 1865 et mort à Berlin le 3 février 1902) est un acteur français.

## Biographie
Petit-fils d'Augustine-Suzanne Brohan et frère de Georges Samary, de Jeanne Samary et de Marie Samary, il est pensionnaire de la Comédie-Française.
Il est acteur au théâtre de la Gaîté, ainsi qu'imprésario.
Il épouse Juliette Méaly en 1896.
Il est inhumé au cimetière de Passy (1re division) le 8 février 1902.

## Sources
- La Comédie-Française 1680-1962, 1962